# Fjordsgade forenings- og fritidshus
Fjordsgade forenings- og fritidshus i Aarhus (også kendt som Fjordsgade Fritidscenter eller blot Fjordsgade) åbnede i efteråret 2018 i N.J. Fjordsgades Skole tidligere bygning efter en stor renovering og ombygning af skolens gamle lokaler. Det nye fritidscenter tilbyder masser af FOF-kurser, herunder en masse sport, og lokaler til foreninger. Huset har i dag også en tilhørende café, Café Fjord, som åbnede i oktober 2019.

## N.J. Fjordsgades skole
N.J. Fjordsgades Skole var en kommunal folkeskole på N.J. Fjords Gade på Frederiksbjerg i Aarhus. Skolen blev bygget i 1910, men lukkede som folkeskole i juni 2015. Den havde elever fra børnehaveklasse til 9. klasse samt skolefritidsordning med børn fra børnehaveklasse til 3. klasse.
Gaden og dermed skolen er opkaldt efter Niels Johannes Fjord (1825-1891), der som folkeskolelærer havde undervist i Aarhus, indtil han videreuddannede sig og blev docent på Landbohøjskolen på Frederiksberg i København.
KRAI - Kompetencebaseret Rullende og Aldersintegreret Indskoling
Fjordsgades skole havde fra skoleåret 2009/2010 til lukningen i 2015 aldersintegrerede klasser, som dækkede 0., 1., 2. klasse. Skolen havde samtidig gjort det muligt at optage børn 4 gange årligt. Det skere for at skabe en mere rolig overgang fra dagtilbud til skole. Tilgangen byggede videre på de erfaringer, der gennem årene var gjort med samordnet indskoling i kommunen.
Ny skole fra 2016
Frederiksbjerg Skole erstattede N.J. Fjordsgades Skole i 2016 og rummer samtidig Frederiksbjerg Fritidscenter, afdelinger af Frederiksbjerg dagtilbud, ligesom dagtilbudsafdelingerne i Ole Rømers Gade er en del af det nye, samlede børnemiljø. Frederiksbjerg Skole ligge hvor den tidligere og nu nedrevne Skt. Annagades Skole og Kroghsgades Skole lå. 
Projektet blev udarbejdet af Hoffmann i samarbejde med GPP Arkitekter, Henning Larsen Architects, Møller & Grønborg og Niras.
Linjedelt udskoling
På N.J. Fjordsgades Skole var udskolingen delt op i linjer, i de sidste år af skolens levetid var der fire linjer: Science, international, medie-kommunikationslinje, samt en art og performencelinje.